# Stylogaster biannulata
Stylogaster biannulata är en tvåvingeart som först beskrevs av Thomas Say 1823.  Stylogaster biannulata ingår i släktet Stylogaster och familjen stekelflugor. Inga underarter finns listade i Catalogue of Life.